# Zgrada stare ljekarne (Kloštar Ivanić)
Zgrada ljekarne, Školska ulica 4, građevina u mjestu i gradu Kloštar Ivanić, zaštićeno kulturno dobro.

## Opis
Zgrada stare ljekarne nalazi se uz šetalište u središnjem dijelu naselja Kloštar Ivanić. Prvotna ljekarna osnovana je 1670. godine unutar samostanskih zidina te se smatra jednom od najstarijih te vrste na području Hrvatske. Početkom 20. stoljeća ljekarna je premještena u zgradu uz sjeveroistočni bočni zid crkve sv. Ivana Krstitelja. To je prizemna podrumljena građevina koja očituje historicističke stilske karakteristike. Sagrađena je od opeke i kamena te zaključena dvostrešnim krovištem s pokrovom od biber crijepa. Glavno sjeverozapadno pročelje raščlanjeno je na osam prozorskih osi te je orijentirano na drvored divljih kestena. U trećoj osi nalazi se ulaz u ljekarnu do kojeg se pristupa dvokrakim stubama s jednostavnom metalnom ogradom. Začelje je oblikovano skromnije te je nekoć bilo orijetirano prema vrtu kojeg više nema. Unutrašnji raspored prostorija jednostavan je i funkcionalan te organiziran unutar pravokutne tlocrtne osnove. Djelomično je sačuvan jednostavan drveni namještaj te ljekarničko posuđe. Zgrada stare ljekarne većinom je sačuvala svoju izvornu konstrukciju, arhitektonske elemente i stilske detalje te svjedoči o višestoljetnoj ljekarničkoj tradiciji toga kraja zbog čega ima kulturno-povijesnu i ambijentalnu vrijednost.

## Zaštita
Pod oznakom P-5209 zaveden je kao nepokretno kulturno dobro - pojedinačno, pravna statusa zaštićena kulturnog dobra, klasificirano kao "sakralna graditeljska baština".